# Rosetta Stone
Rosetta Stone je interaktivni računalniški program za učenje tujih jezikov (CALL). Program uporablja slike, tekst, zvok in video posnetke. Ime ima po Kamnu iz Rosette. Vmesnik je sicer v angleščini, vendar se tudi začetniki brez znanja nobenega tujega jezika hitro naučijo uporabljati program in se lahko naučijo 27 glavnih jezikov: 
- angleščina
- italijanščina
- francosčina
- španščina
- portugalščina
- nemščina
- kitajsčina
- ruščina
- arabščina
- hindi
- turščina
- japonščina
- danščina
- nizozemščina
- grščina
- hebrejščina
- korejščina
- latinščina
- iranščina - farsi
- poljščina
- tajščina
- svahili
- tagalog
- vietnamščina
- velščina
- in druge jezike

Če uporabik uporablja mikrofon, lahko program preveri tudi pravilno izgovorjavo.